# Windhaag bei Perg
Windhaag bei Perg ist eine Gemeinde in Oberösterreich im Bezirk Perg im Mühlviertel mit 1546 Einwohnern (Stand 1. Jänner 2024).

## Geografie
Die Gemeinde Windhaag liegt auf einer Höhe von 514 m ü. A. ungefähr 6 Kilometer nördlich der Bezirkshauptstadt Perg. Die Ausdehnung des hügeligen Gemeindegebietes beträgt von Nord nach Süd 6,1 Kilometer, von West nach Ost 6,5 Kilometer. Die Gesamtfläche umfasst 19,18 Quadratkilometer. Die höchste Erhebung liegt am nördlichen Rand des Gemeindegebietes beim Bauernhof Putz auf 586 m ü. A.

### Geologie
Die Gemeinde liegt im Untermühlviertler Schollenland, einem Ausläufer des Granit- und Gneisplateaus.
Aus geologischer und geomorphologischer Sicht sowie unter Aspekten der Raumnutzung gehört das Gemeindegebiet von Windhaag überwiegend zur oberösterreichischen Raumeinheit Aist-Naarn-Kuppenland. Lediglich im Südwesten reicht die Raumeinheit Südliche Mühlviertler Randlagen auch nach Windhaag.

### Gewässer und Landschaftsschutz
Die Westgrenze zu Allerheiligen bildet auf einer Länge von etwa zehn Kilometern der Fluss Naarn. Der Tobrabach entspringt nordöstlich des Bauernhofes Kloiber unmittelbar an der Grenze zu Rechberg, heißt auf dem Gemeindegebiet von Windhaag im Oberlauf Modlerbach und in weiterer Folge Kropfmühlbach, bevor er als Grenzfluss zwischen Perg und Münzbach weiter nach Süden fließt. Weitere kleinere Fließgewässer sind der Hausbergbach und der Stieglerbach.
Der zum Gemeindegebiet zählende Teil des Naarntals ist mit seinen bewaldeten Hängen ein als Landschaftsschutzgebiet ausgewiesenes Natura 2000-Gebiet, das sich auf dem Gebiet der am anderen Naarnufer liegenden Nachbargemeinden fortsetzt und im Bereich dieser Gemeinden zum Naturpark Mühlviertel gehört.

### Gemeindegliederung
| Katastralgemeinden                                 | Ortschaften in der Gemeinde |
| -------------------------------------------------- | --- |
| Altenburg (7,26 km²) Windhaag bei Perg (11,91 km²) | Altenburg (R) · Asching (ZH) Dörfl (W) Forndorf (Sdlg) · Freindorf (ZH) · Hochtor (ZH) · Holzmann (ZH) Joch (ZH) Karlingberg (Sdlg) · Kemet (R) · Kuchlmühle (ZH) · Pragtal (ZH) Baumgarten (R) Windhaag bei Perg (D) |
| Legende                                            | |

| In der Spalte Katastralgemeinden sind sämtliche Katastralgemeinden einer Gemeinde angeführt. In der Klammer ist die jeweilige Fläche in km² angegeben. |
| In der Spalte Ortschaften sind sämtliche von der Statistik Austria erfassten Siedlungen, die auch eine eigene Ortschaftskennziffer aufweisen, angeführt. In der Hierarchieebene derselben Spalte, rechts eingerückt, werden nur Ansiedlungen, die mindestens aus mehreren Häusern bestehen, dargestellt. Die wichtigsten der verwendeten Abkürzungen sind: - M = Hauptort der Gemeinde - Stt = Stadtteil - R = Rotte - W = Weiler - D = Dorf - ZH = Zerstreute Häuser - Sdlg = Siedlung - Hgr = Häusergruppe - E = Einzelgehöft (nur wenn sie eine eigene Ortschaftskennziffer haben) Die komplette Liste der Statistik Austria ist in: Topographische Siedlungskennzeichnung nach STAT Zu beachten ist, dass manche Orte unterschiedliche Schreibweisen haben können. So können sich Katastralgemeinden anders schreiben als gleichnamige Ortschaften bzw. Gemeinden. Quelle: Statistik Austria – |

Die Gemeinde Windhaag besteht seit der Eingemeindung der Gemeinde Altenburg am 1. November 1938 aus den beiden Katastralgemeinden Windhaag und Altenburg: Katastralgemeinde Altenburg (mit den Ortsteilen Altenburg, Forndorf, Freindorf, Hochtor, Karlingberg, Kuchlmühle und Pragtal). Katastralgemeinde Windhaag (mit den Ortsteilen Asching, Holzmann, Kemet und Windhaag). Am 1. Jänner 2008 wurden für die bis dahin meist nur mit der Ortsteilbezeichnung gekennzeichneten Siedlungsgebiete insgesamt 33 neue Straßenbezeichnungen vergeben.
Das Gemeindegebiet umfasst folgende Ortschaften (in Klammern Einwohnerzahl Stand 1. Jänner 2024):
- Altenburg (39)
- Asching (124)
- Forndorf (129)
- Freindorf (33)
- Hochtor (185)
- Holzmann (72) samt Joch
- Karlingberg (147)
- Kemet (48)
- Kuchlmühle (8)
- Pragtal (79)
- Windhaag bei Perg (682)

Die Gemeinde gehört zum Gerichtsbezirk Perg.

### Nachbargemeinden
| Bad Zell (FR)              |                                             | Rechberg |
| Allerheiligen im Mühlkreis | Kompassrose, die auf Nachbargemeinden zeigt |          |
|                            | Perg                                        | Münzbach |

## Geschichte

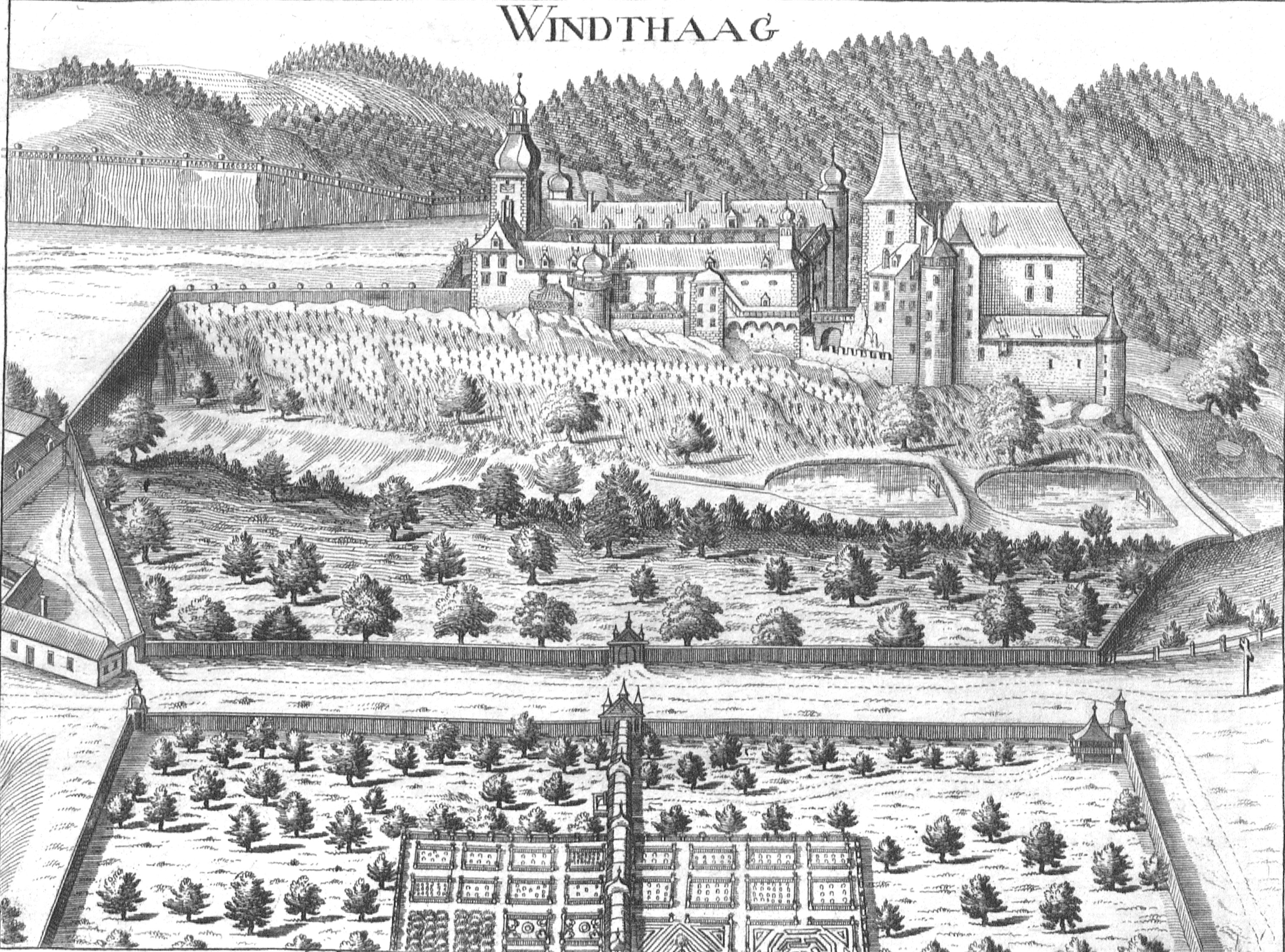
Kupferstich in der Topographia Austriae superioris modernae 1674

Der sprachliche Einfluss der slawischen und baierischen Siedlungstätigkeit im 7. und 8. Jahrhundert ist verschiedentlich in den Bauernhof- und Ortschaftsbezeichnungen erhalten geblieben. Die Gegend um Windhaag war ursprünglich im Ostteil des Herzogtums Bayern gelegen und gehörte ab dem 9. Jahrhundert zur Awarenmark.
Zur Zeit der Babenberger lagen die späteren Katastralgemeinden Windhaag und Altenburg in der Markgrafschaft beziehungsweise später im Herzogtum Österreich im Grenzbereich zwischen Riedmark und Machland sowie im Grenzbereich zwischen den Gebieten der Herren von Perg und der Herren von Machland.
Die ältesten urkundlichen Erwähnungen aus dem Gemeindegebiet erfolgten um 1250 mit einem gewissen honorabilis vir Conrad de Altenburch sowie um 1287 mit der Burg Winthag im Ahland. Der Ortsname Windhaag bedeutet dabei eine vor dem Wind geschützte Örtlichkeit bzw. Burg. Den Windschutz gewährt der Höhenrücken, der sich nordöstlich der Burgruine dahinzieht und diese überragt.
Windhaag gehörte ursprünglich zur Pfarre Altenburg. 1782 wurden die Pfarrrechte nach Windhaag verlegt, die ehemalige Klosterkirche als Pfarrkirche von Windhaag eingerichtet und die Pfarrkirche Altenburg als Filialkirche bestimmt. Gleichzeitig wurden die Katastralgemeinden Altenburg und Windhaag geschaffen. 1938 wurden die beiden seit 1848 selbständigen Gemeinden zusammengelegt.
Windhaag ist durch die Topographia Windhagiana, die Bibliotheca Windhagiana sowie die Windhag Stipendienstiftung für Niederösterreich bekannt. Die Geschichte des Ortes wird geprägt von der Familie des Ladislaus Prager sowie von Joachim Enzmilner, Graf von Windhaag, und seiner Tochter Eva Magdalena, der ersten Priorin des Dominikanerinnenklosters Windhaag.
Von Schloss Windhaag und Schloss Pragtal ist heute nichts mehr zu finden. Die Burgruine Windhaag gehört der Gemeinde Windhaag und wird für touristische Zwecke nutzbar gemacht. Die Gemeinde ist als eine von 18 Gemeinden des Bezirks Perg Mitglied in der LEADER Region Strudengau und bewirbt insbesondere das Museum Altenburg und den Enzmilner Kulturwanderweg.
Während der Römerzeit lag die Gegend um Windhaag nur wenige Kilometer nördlich der Grenze der Provinz Noricum, die in diesem Bereich vom Limes beziehungsweise von der Donau gebildet wurde , bereits außerhalb der 7,5 Kilometer breiten Pufferzone zwischen Römern und Barbaren. Das römische Kastell Adiuvense (Wallsee) und das römische Militärlager Lauriacum (Enns/Lorch) lagen in Sichtweite. Siedlungsspuren aus dieser Zeit sind auf dem Gebiet der Gemeinde Windhaag nicht nachweisbar.
Die Burg Windhaag wurde Ende des 15. Jahrhunderts von Ladislaus Prager und seiner Familie zu einem Schloss mit Grundherrschaft ausgebaut und Sitz eines Landesgerichts. Die Mitglieder der Familie Prager sind in einer Gruft mit prächtigen Fresken in der ehemaligen Pfarrkirche Altenburg bestattet.
Seit 1490 gehört der Ort zum Fürstentum Österreich ob der Enns. Joachim Enzmilner ließ von 1642 bis 1673 neben dem alten Schloss das neue, prunkvolle Schloss Windhaag errichten, das jedoch kurz nach seinem Tod von seiner Tochter Eva Magdalena wieder abgerissen wurde, die mit dem Baumaterial von 1681 bis 1693 das Dominikanerinnenkloster Windhaag samt Klosterkirche erbauen ließ.
Das alte Schloss ist im Gegensatz zum neuen Schloss als Burgruine erhalten geblieben und wird seit 1990 für touristische Zwecke nutzbar gemacht. Das Kloster wurde 1782 aufgehoben. Im gleichen Jahr wurden die Pfarrrechte von Altenburg nach Windhaag verlegt und die ehemalige Klosterkirche wurde zur Pfarrkirche.
1848 entstanden auf den Gebieten der gleichnamigen Katastralgemeinden die Gemeinden Altenburg und Windhaag.
Seit 1918 ist Windhaag eine Gemeinde im Bundesland Oberösterreich. Nach dem Anschluss Österreichs an das Deutsche Reich am 13. März 1938 gehörte der Ort zum Gau Oberdonau. 1938 wurde die Gemeinde Altenburg in die Gemeinde Windhaag eingemeindet. 1945 erfolgte die Wiederherstellung Oberösterreichs und Windhaag gehörte bis 1955 zur sowjetischen Besatzungszone. In der Ortschaft Freindorf war ein Artillerieverband der Roten Armee stationiert.
Die Bevölkerungsentwicklung war von der Mitte des 19. Jahrhunderts bis Anfang der 1960er-Jahre rückläufig, erst dann setzte eine rege Siedlungstätigkeit ein und die Einwohnerzahl steigt seither deutlich. Seit den 1990er-Jahren ist Windhaag Austragungsort für mehrere Mountainbike-Events auf durch das Gemeindegebiet führenden der ältesten ausgeschilderten Mountainbike (MTB)-Strecke Österreichs.

## Bevölkerung

### Bevölkerungsentwicklung
Die Einwohnerzahl stieg zunächst von 1869 bis 1880 geringfügig von 1.010 auf 1.045 an und war dann viele Jahrzehnte mit Ausnahme des Jahres 1939 rückläufig, wobei der tiefste Stand 1961 mit 928 Einwohnern erreicht wurde. Seit 1961 war auf Grund der regen Siedlungstätigkeit ein deutlicher Anstieg auf nunmehr 1.414 Einwohner zu verzeichnen.

### Bevölkerungsstruktur
Die Gemeinde Windhaag hatte am 1. Jänner 2009 1406 Einwohner, davon 726 Männer und 680 Frauen.
Die grobe Altersstruktur der Windhaager Bevölkerung zum 1. Jänner 2009 zeigt, dass 68,3 % der Windhaager über 15 und unter 65 Jahre alt sind. Mit 18,1 % ist etwas weniger als ein Fünftel der Bevölkerung jünger und mit 13,6 % etwas weniger als ein Siebentel der Bevölkerung älter. Der Frauenanteil liegt bei der Hauptgruppe und bei den jüngeren Personen annähernd beim Gesamtwert, während er bei den älteren Personen mit 52,4 % deutlich höher liegt.
Von den 1037 Windhaagern, die 2001 über 15 Jahre alt waren, sind 514 beziehungsweise 49,6 % Frauen. 38 Windhaager, das sind 3,6 % der über Fünfzehnjährigen, haben den Abschluss einer Universität, Fachhochschule oder Akademie, der Frauenanteil liegt hier mit 55,3 % deutlich über dem der Bevölkerungsgruppe insgesamt. Weitere 89 Windhaager, das sind 8,6 % der relevanten Bevölkerungsgruppe, haben die Matura, dabei liegt der Frauenanteil mit 48,3 % nur geringfügig unter dem an der betreffenden Bevölkerungsgruppe. 471 Windhaager, das sind mit 45,4 % fast die Hälfte der über Fünfzehnjährigen, haben eine Lehre oder berufsbildende mittlere Schule abgeschlossen, wobei der Frauenanteil 38,4 % beträgt. 439 oder 42,3 % der Windhaager haben nur einen Pflichtschulabschluss. Darunter sind mehr als drei Fünftel Frauen.

### Herkunft und Sprache
94,4 % der Windhaager Einwohner sind zum 1. Jänner 2009 österreichische Staatsbürger und 93,9 % wurden in Österreich geboren. 1,8 % der Windhaager kommen aus anderen EU-Staaten, 3,6 % aus Nicht-EU-Staaten.
Der mittel- oder donaubairische Dialekt ist eine bairische Dialektform, die in ganz Oberösterreich verbreitet ist. Der ostösterreichische Zweig des Mittelbairischen geht auf die Mundart des durch die bairische Ostsiedlung entstandenen babenbergischen Herrschaftsgebietes Ostarrichi zurück.
Bei der Volkszählung 2001 haben 1262 Personen (96,4 %) Deutsch als Umgangssprache angegeben, 20 (1,5 %)Türkisch, 7 (0,5 %) Kroatisch, 2 (0,2 %) Bosnisch, 2 (0,2 %)Tschechisch, 16 (1,2 %) eine sonstige Sprache.

### Religion

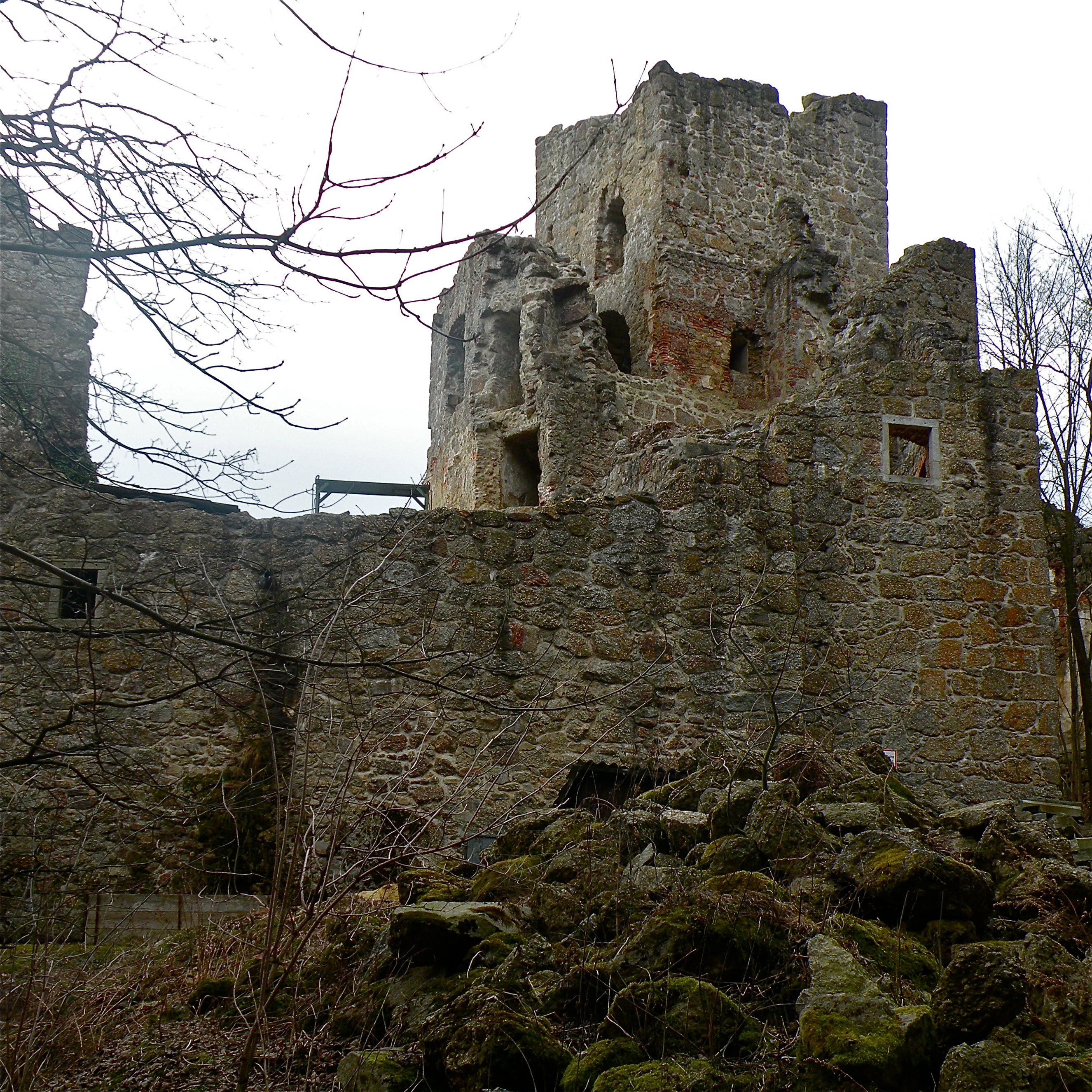
Ruine Windhaag

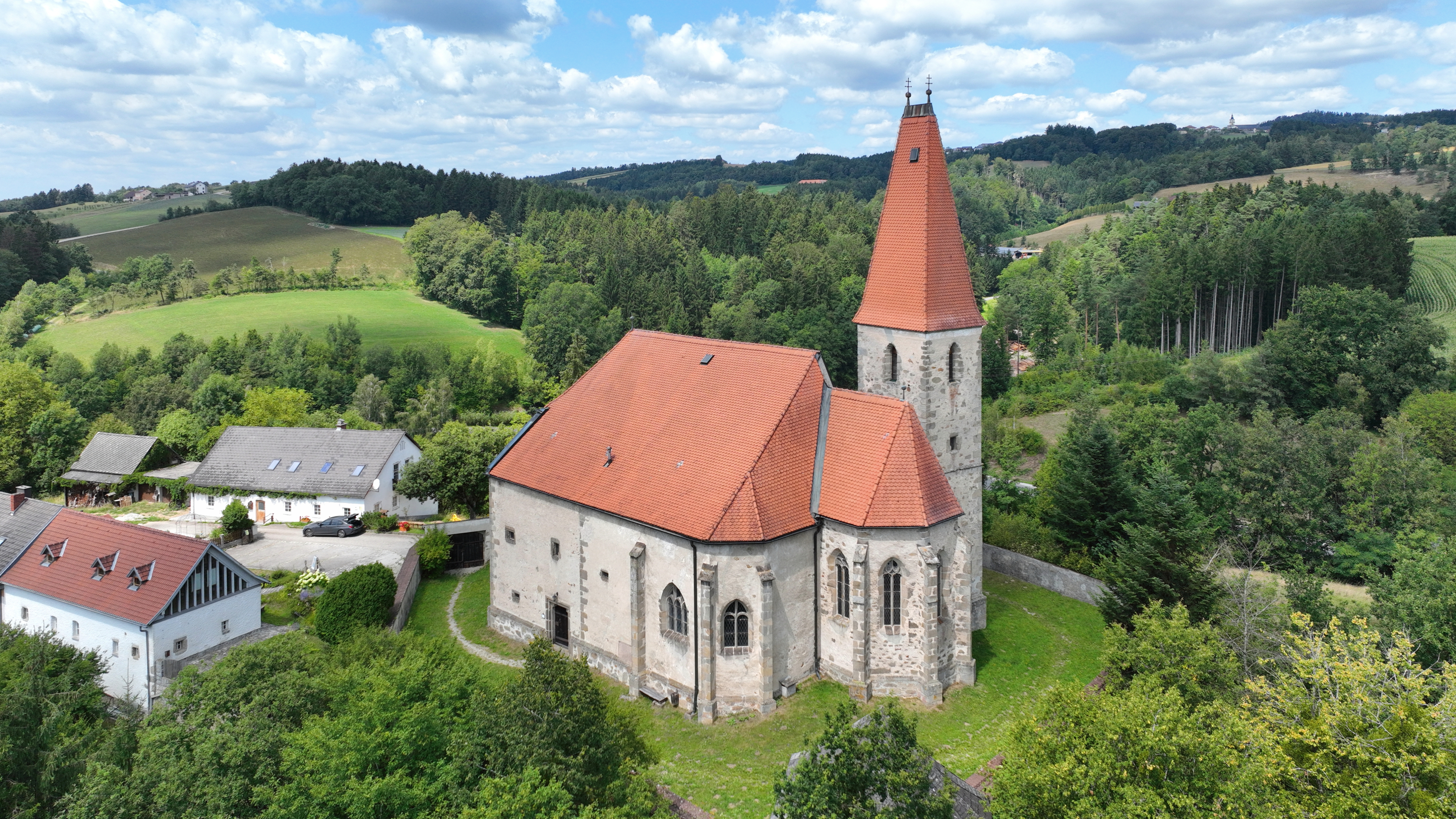
Filialkirche Altenburg

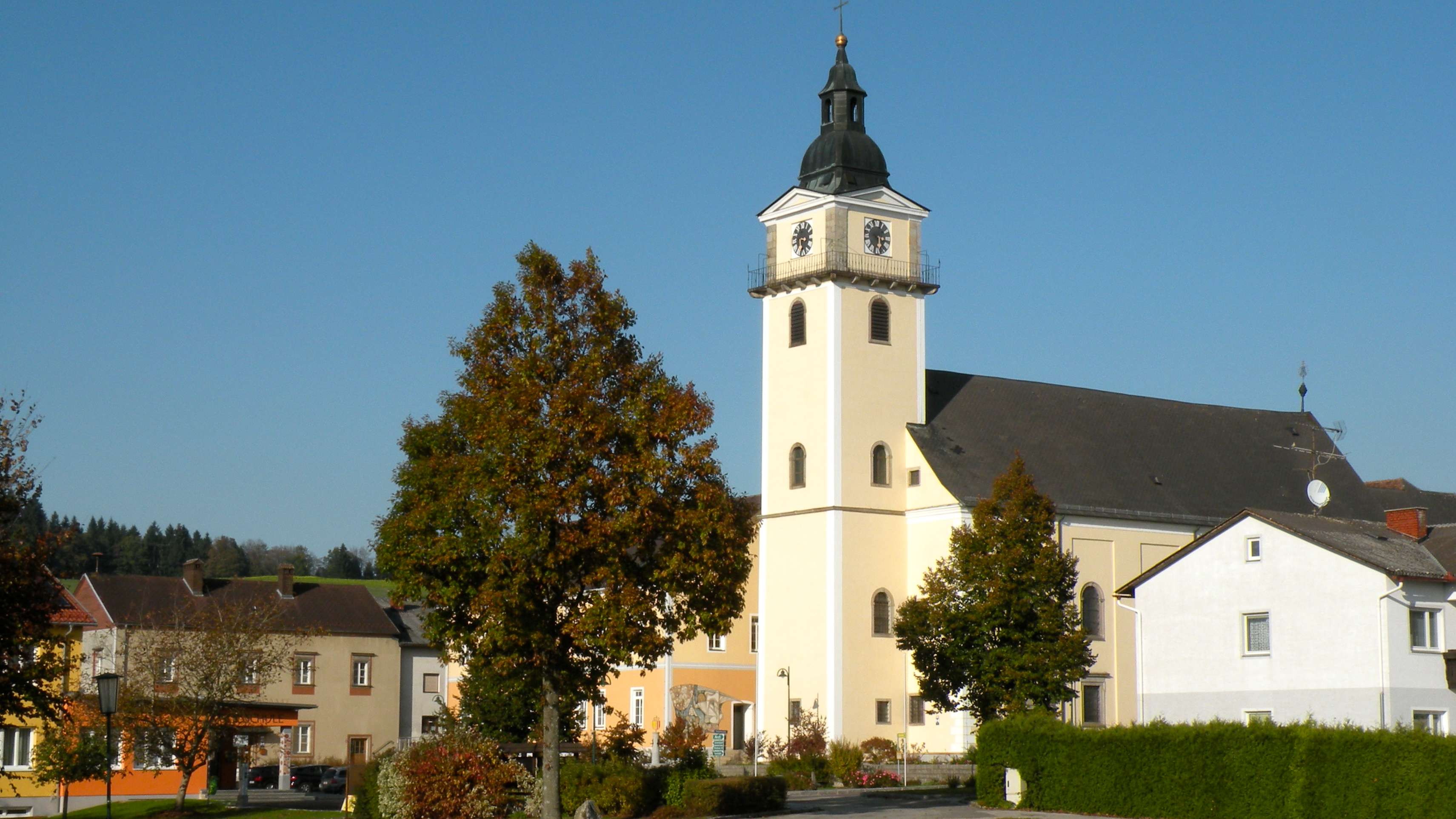
Pfarrkirche Windhaag

Bei der Volkszählung 2001 haben 1237 Personen (94,5 %) römisch-katholisch als Religionsbekenntnis angegeben, 29 (2,2 %) islamisch, 8 (0,6 %) evangelisch, 7 (0,5 %) orthodox und 5 (0,4 %) sonstige Glaubensrichtungen. 23 (1,8 %) der Windhaager haben sich zu keiner Religion bekannt.

## Kultur und Sehenswürdigkeiten
- Burgruine Windhaag: im 13. Jahrhundert errichtet, und von Ladislaus Prager zum Schloss ausgebaut. 1636 wurde neben dem alten Schloss das neue prunkvolle Schloss Windhaag errichtet, das aber 1681 wieder abgerissen wurde. Seit 1990 gehört die Burgruine des alten Schlosses der Gemeinde und wird seither touristisch nutzbar gemacht.
- Pfarrkirche Windhaag: 1685 bis 1693 als Klosterkirche errichtet, und dient seit der Aufhebung des Dominikanerinnenklosters Windhaag und der Verlegung der Pfarrrechte von Altenburg nach Windhaag im Jahr 1782 als Pfarrkirche.
- Filialkirche Altenburg: bis 1782 Pfarrkirche der ehemaligen Pfarre Altenburg. In einer 1907 wiederentdeckten Gruft, die der Familie Prager im 16. Jahrhundert als Begräbnisstätte diente, sind zahlreiche Fresken gut erhalten geblieben.

## Wirtschaft und Infrastruktur
In Windhaag haben hauptsächlich örtlich und regional tätige Unternehmen und öffentliche Einrichtungen ihren Sitz, die im Wesentlichen der Nahversorgung dienen, darunter mehrere Gasthäuser. Auf dem Standort der bereits im 16. Jahrhundert betriebenen Hintermühle unterhalb der Filialkirche Altenburg hat sich nach dem Zweiten Weltkrieg ein Sägewerks- und Holzhandelsbetrieb etabliert. Auf dem Gemeindegebiet befinden sich mehrere Kraftwerksanlagen des Elektrizitätswerks Perg (Kegelschmiede und Aschermühle). Ein Großteil der Stromversorgung des Gemeindegebietes erfolgt durch diese Gesellschaft.
Am 1. Jänner 2001 waren in Windhaag 186 Personen beschäftigt. Von den in Windhaag wohnenden 606 Erwerbstätigen pendelten 466 zu ihren Arbeitsplätzen außerhalb der Gemeinde, während gleichzeitig 46 Personen zu ihrem Arbeitsplatz nach Windhaag pendelten.
288 Arbeitsplätze der Windhaager befinden sich in einer anderen Gemeinde des Bezirkes Perg, überwiegend in Mauthausen, Perg und Schwertberg und 141 außerhalb des Bezirks Perg in Oberösterreich, überwiegend in Linz-Stadt und Linz-Land. Die restlichen Arbeitsplätze befinden sich in anderen Bundesländern, vereinzelt auch im Ausland. 39 Personen aus dem Bezirk Perg haben ihren Arbeitsplatz in Windhaag, der Rest der Einpendler kommt aus anderen Bezirken von Oberösterreich bzw. anderen österreichische Bundesländern.
2001 waren von den Windhaagern 11,8 Prozent in der Land- und Forstwirtschaft, 38,5 Prozent in Industrie, Gewerbe und Bauwesen sowie 49,7 Prozent im Dienstleistungsbereich tätig. Der Anteil der in der Land- und Forstwirtschaft tätigen Windhaager betrug 1981 noch 27,7 Prozent. Die Arbeitsplätze in Münzbach bestanden zu 38,7 Prozent in der Landwirtschaft, zu 19,9 Prozent in Industrie, Gewerbe und Bauwesen sowie zu 41,4 Prozent im Dienstleistungsbereich. 1981 waren noch 62,1 Prozent der Arbeitsplätze in der Land- und Forstwirtschaft zu finden.
Die Gemeinde Windhaag ist eine von 18 Gemeinden in der Region Strudengau.
- Energie:  Die Stromversorgung der Gemeinde Windhaag erfolgt im Wesentlichen durch das Elektrizitätswerk Perg. Es besteht sowohl eine regionale Fernwärmeversorgung für Teile des Gemeindegebietes als auch ein Anschluss an das oberösterreichische Ferngasnetz.
- Es besteht eine örtliche Freiwillige Feuerwehr.

### Verkehr
Die nächsten Haltestellen und Bahnhöfe der Donauuferbahn sind rund 7 km entfernt in Perg. Im öffentlichen Verkehr stehen direkt in Windhaag ausschließlich Autobusse zur Verfügung, wobei Verbindungen von Rechberg kommend in die Bezirkshauptstadt bestehen.
Auf der L 1423 bestehen überregionale Busverbindungen, die aus dem Hinterland kommend in die Bezirkshauptstadt und in die Landeshauptstadt führen. Ein Großteil der Ein- und Auspendler ist auf das eigene Fahrzeug angewiesen. Die nächsten Autobahnanschlüsse befinden sich im Westen in Sankt Valentin, Enns und Asten mit einer Fahrzeit von 30 bis 45 Minuten und im Osten in Amstetten und in Ybbs mit einer Fahrzeit von rund einer Stunde.
Das Gemeindegebiet und die einzelnen Ortsteile werden durch die aus Richtung Perg kommende und nach Rechberg weiterführende Landesstraße L 1426 sowie durch mehrere Gemeindestraßen und Güterwege erschlossen. Am südlichen Rand führt die ebenfalls aus Perg kommende Landesstraße L 1423 teilweise auf Windhaager Gemeindegebiet Richtung Münzbach.
Für die Pendler ist der in den letzten Jahren und Jahrzehnten erfolgte Ausbau des Straßennetzes eine deutliche Verbesserung. Insbesondere anzuführen ist dabei die Ortsumfahrung von Windhaag, der durchgehende Ausbau der Landesstraße L 1423 auf dem Gemeindegebiet und ihre Anbindung an die B 3 in Perg.

### Vereine

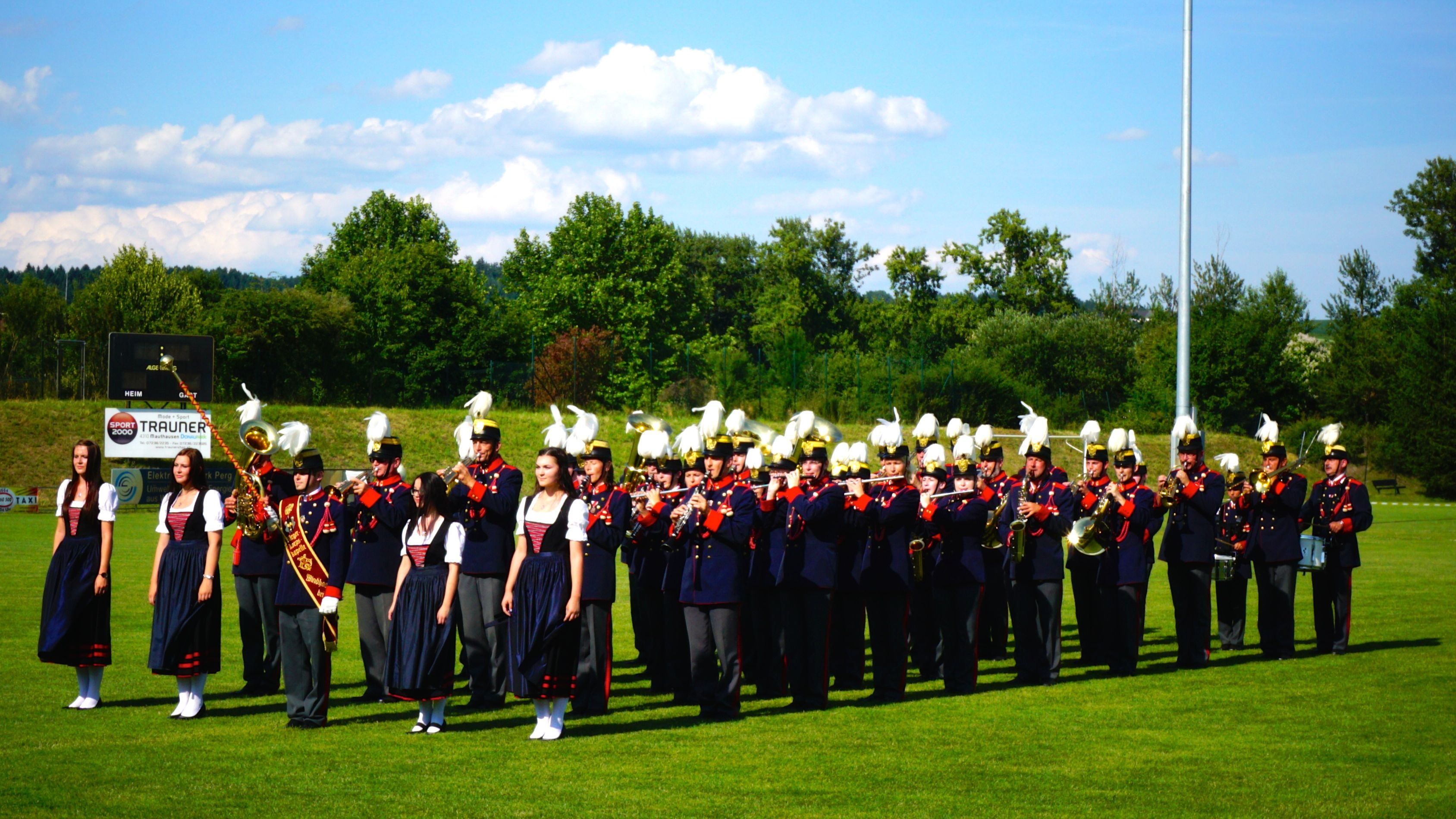
Die Bürgerkorpskapelle Windhaag bei Perg beim Bezirksmusikfest in der Stadt Perg am 28. Juni 2014 mit Uniformen nach historischem Vorbild

In Windhaag besteht eine Reihe von Vereinen, die den kulturellen Bedürfnissen der regionalen Bevölkerung nachkommen.
- Der Kulturverein Windhaag-Altenburg ist maßgeblich an der Einrichtung und dem Betrieb des Museums Altenburg im ehemaligen Schulgebäude beteiligt, wo die Geschichte von Windhaag, insbesondere aber von Joachim Enzmilner, dem Grafen von Windhag, und seiner Tochter Eva Magdalena von Windhag, der ersten Priorin des Dominikanerinnenklosters Windhaag im Mittelpunkt steht. Der Enzmilner-Kulturwanderweg stellt die reichhaltige Geschichte von Windhaag, Altenburg und Münzbach im Rahmen von 50 Stationen dar.
- Ein weiterer Kulturverein betreibt die Sanierung der Schlossruine Windhaag. Der Bergfried soll wieder begehbar gemacht werden und als Aussichtsturm genützt werden.
- Auf eine jahrhundertelange Tradition berufen sich die 1890 gegründete und mit Unterbrechung durch die Weltkriege durchgehend bestehende Bürgerkorpskapelle des Musikvereins Windhaag und der 1662 geschaffene, 1785 offiziell gegründete, 1938 aufgelöste und 1982 wieder errichtete Uniformierte privilegierte Bürger-Schützenkorps Windhaag (Bürgergarde Windhaag).
- Die 1983 gegründete Kirchenchorgemeinschaft Windhaag Cantat hat sich seither durch überregionale Auftritte bei Festivals, Adventsingen und bei der Landesausstellung in Waldhausen einen Namen gemacht.
- Die Turn- und Sportunion Windhaag ist mit den Sektionen Fußball und Stockschießen aktiv und nimmt an Meisterschaften teil.
- Der 1984 gegründete Union Tennis Club Windhaag wird als eigenständiger Verein geführt, hat eigene Tennisplätze und ein eigenes Klubhaus errichtet und nimmt seit 1991 an Meisterschaften beziehungsweise seit 1999 am Machlandcup teil.
- Das ÖAMTC Powerbike Team Windhaag ist bei Mountainbike-Rennen aktiv und trainiert häufig auf der ältesten ausgeschilderten Mountainbike-Strecke Windhaag bei Perg, die durch das Gemeindegebiet von Windhaag und die angrenzenden Gemeinden führt.

### Bildung
- Kindergarten
- Volksschule

## Politik

### Gemeinderat
Bei den Gemeinderatswahlen verfügt die ÖVP seit 1945 über die absolute Mehrheit der Stimmen und Mandate, wobei sich der Stimmanteil zwischen 84,6 Prozent (1949) und 69,4 Prozent (2003) der abgegebenen Stimmen bewegte. Der Rest der Stimmanteile entfiel in der Regel auf die SPÖ, da bei keiner Gemeinderatswahl seit 1949 weitere Parteien kandidierten. 2009 erreichte die ÖVP 73,3 Prozent der Stimmen.
- Mit den Gemeinderats- und Bürgermeisterwahlen in Oberösterreich 1997 hatte der Gemeinderat folgende Verteilung: 14 ÖVP und 5 SPÖ.[14]
- Mit den Gemeinderats- und Bürgermeisterwahlen in Oberösterreich 2003 hatte der Gemeinderat folgende Verteilung: 13 ÖVP und 6 SPÖ.[15]
- Mit den Gemeinderats- und Bürgermeisterwahlen in Oberösterreich 2009 hatte der Gemeinderat folgende Verteilung: 14 ÖVP und 5 SPÖ.[16]
- Mit den Gemeinderats- und Bürgermeisterwahlen in Oberösterreich 2015 hatte der Gemeinderat folgende Verteilung: 14 ÖVP und 5 SPÖ.[17]
- Mit den Gemeinderats- und Bürgermeisterwahlen in Oberösterreich 2021 hat der Gemeinderat folgende Verteilung: 14 ÖVP und 5 SPÖ.[18]

### Bürgermeister
Bürgermeister seit 1850 waren:
Von Altenburg (bis zur Eingemeindung 1938)
- 1850–1861 Mathäus Holzer
- 1861–1894 Josef Steinkellner
- 1894–1911 Franz Königshofer
- 1911–1919 Franz Steinkellner
- 1919–1938 Johann Königshofer

Bürgermeister von Windhaag bei Perg
- 1850–1867 Caspar Rothhammer
- 1867–1879 Martin Schwaiger
- 1879–1882 Simon Hueber
- 1882–1894 Markus Holzer
- 1894–1909 Martin Holzer
- 1909–1910 Karl Amstler
- 1910–1938 Josef Zuderstorfer
- 1938–1945 Franz Auböck
- 1945–1958 Karl Weilguny
- 1958–1967 Rudolf Amstler
- 1867–1979 Johann Knoll
- 1979–1997 Adolf Feiglstorfer
- 1997–2008 Anton Zuderstorfer (ÖVP)
- 2008–2019 Ignaz Knoll (ÖVP)
- seit 2019 Bettina Bernhart (ÖVP)[20]

Bürgermeister war von 2008 bis Dezember 2019 Ignaz Knoll von der ÖVP. Er erreichte 2009 bei der Bürgermeister-Direktwahl 75,2 Prozent der Stimmen. Am 12. Dezember 2019 folgte ihm Vizebürgermeisterin Bettina Bernhart in diesem Amt nach.

### Wappen
Das Gemeindewappen wurde 1971 verliehen:
In Blau auf silbernem Dreiberg ein goldener, gekrönter, rotbezungter und bewehrter Greif, ein halbes, goldenes Mühlrad haltend.
Es weist durch seine Gestaltung auf das Familienwappen von Joachim Enzmilner, Graf von Windhaag, hin.

## Persönlichkeiten

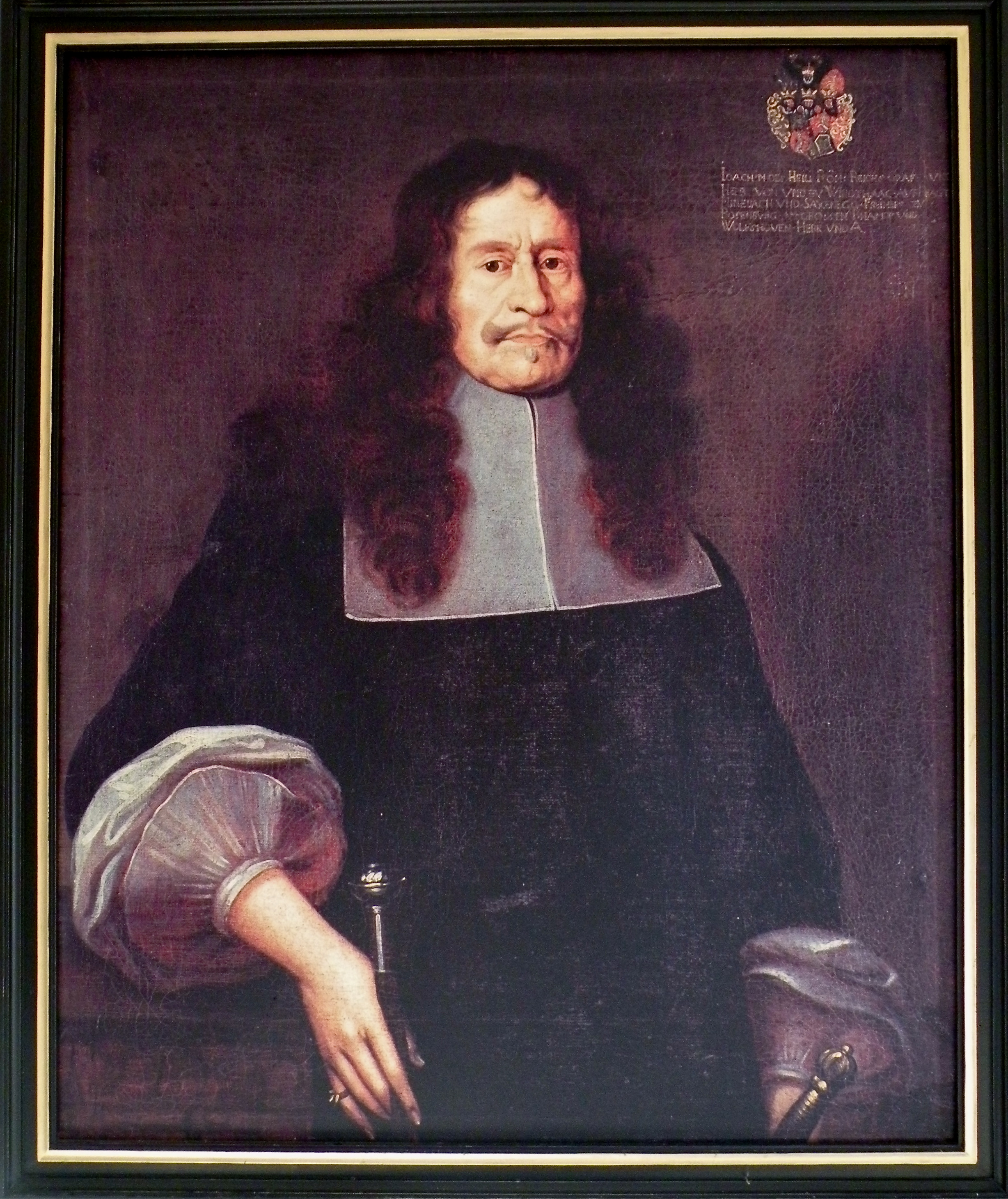
Joachim Enzmilner, seit 1669 Reichsgraf von Windhaag

### Personen in Bezug zur Gemeinde
- Ladislaus Prager
- Joachim Enzmilner, Graf von Windhaag und seine Tochter Eva Magdalena Enzmilner
- Karl Kammerer (* 13. Dezember 1938), Pfarrer von Neukirchen an der Vöckla
- Johann Korninger (* 12. Mai 1883 in Windhaag; † 14. Dezember 1950 in Perg) war ein österreichischer Politiker und während der Zeit des Austrofaschismus Abgeordneter zum Oberösterreichischen Landtag
- Herbert Wimmer, ehemaliger Bezirkshauptmann-Stellvertreter und Leiter der Sicherheitsabteilung der Bezirkshauptmannschaft Perg, Träger des Großen Ehrenzeichens für Verdienste um die Republik Österreich

### Ehrenbürger der Gemeinde
- Anton Zuderstorfer, Bürgermeister von 1997 bis 2008
- Ignaz Knoll, Bürgermeister von 2008 bis 2019[23]

### Ehrenringträger der Gemeinde
- Franz Hiesl, Landeshauptmann-Stellvertreter von Oberösterreich
- Friedrich Schmidtbauer, langjähriger Gemeindevertreter und Kulturaktivist
- Wilhelm Burghofer, langjähriger Amtsleiter
- Anton Neulinger